# St. Lucia
St. Lucia oder englisch Saint Lucia (Aussprache in der Landessprache: [seɪnt ˈluːʃə]) ist ein Inselstaat im Bereich der Westindischen Inseln in der Karibik und Mitglied im Commonwealth of Nations.

## Landesname
Der heute gebräuchliche Name geht – der Überlieferung zufolge – auf französische Seeleute zurück, die am 13. Dezember 1502, dem Fest der heiligen Jungfrau und Märtyrin Lucia von Syrakus, Schiffbruch erlitten und die Insel nach der Heiligen Sainte Alousie benannten. Der Name wurde später mit leichten Variationen von französischen Chronisten übernommen.

## Geographie
Der Inselstaat besteht aus mehreren Inseln, wovon die Hauptinsel Saint Lucia die deutlich größte ist. Die Inseln gehören zu den Inseln über dem Winde, die wiederum zu den Kleinen Antillen zählen. St. Lucia liegt nördlich von St. Vincent und den Grenadinen und 33,2 km südlich von Martinique. 146 km im Südosten befindet sich Barbados.
Hauptstadt und größte Stadt des Landes ist Castries im Westen der Hauptinsel. Der höchste Punkt der Insel ist der Mount Gimie mit 950 Metern. Die Küstenlinie ist 158 Kilometer lang. Auf der Insel gibt es, südlich des Ortes Soufrière, zwei inaktive Vulkane, den Gros Piton und den Petit Piton (auch Twin Pitons genannt). Das Gebiet um die Vulkane ist auf der Liste des UNESCO-Weltnaturerbes. Die wichtigsten Flüsse der Insel sind der Cul de Sac und der Canelles. 27,9 % der Fläche ist von Wäldern bedeckt.
Das Klima auf Saint Lucia ist tropisch. Die Temperatur schwankt über das Jahr nur minimal und beträgt im Schnitt 27 °C.

## Bevölkerung

### Demografie
Die Bevölkerung beträgt etwa 188.000 Einwohner (Stand 2023). Die Anzahl der Geburten pro Frau lag 2021 statistisch bei 1,4, die der Region Lateinamerika und Karibik betrug 1,9. Der Median des Alters der Bevölkerung lag im Jahr 2021 bei 33,1 Jahren.
| Jahr | Einwohnerzahl | Jahr | Einwohnerzahl |
| ---- | ------------- | ---- | ------------- |
| 1950 | 82.784        | 1990 | 138.185       |
| 1960 | 89.897        | 2000 | 156.949       |
| 1970 | 104.160       | 2010 | 172.580       |
| 1980 | 117.987       | 2020 | 184.000       |

### Bevölkerungsstruktur und Sprachen
Der Großteil der heutigen Inselbevölkerung stammt von Sklaven ab, die während der Kolonialzeit auf die Insel gebracht wurden.
Die Amtssprache, Englisch, wird von den meisten Bewohnern gesprochen. Daneben wird auch Antillen-Kreolisch (Kwéyòl genannt oder Patois, oft „Patwa“ geschrieben), eine französischbasierte Kreolsprache, verwendet. Die Lebenserwartung beträgt 76,45 Jahre, das durchschnittliche Alter 29,8 Jahre. 28 % der Bevölkerung leben in Städten, die Verstädterungsrate beträgt 1,4 % pro Jahr. 82,5 % der Bevölkerung sind dunkelhäutig (Stand: 2008). Etwa 12 % der Bevölkerung sind gemischter und 3 % asiatischer (vornehmlich indischer) Abstammung. Der Rest wird von Menschen europäischer Abstammung und anderen Bevölkerungsgruppen gestellt.

### Religionen
Die am weitesten verbreitete Religion ist das Christentum. Der katholischen Kirche gehören 67,5 % der Bevölkerung an. Daneben gehören 8,5 % den Siebenten-Tags-Adventisten an, 5,7 % der Pfingstbewegung, 2,1 % Rastafari, 2 % sind Anglikaner, 2 % Protestanten, 5,1 % gehören anderen christlichen Konfessionen und 1,1 % anderen Religionen an. 4,5 % der Bevölkerung geben keine Religionszugehörigkeit an (Stand: 2008).

### Bildung
Nach dem Gesetz ist Schulbildung vom Alter von 5 Jahren bis zum Alter von 15 Jahren kostenlos und verpflichtend. Analphabeten sind in der Minderheit. Öffentliche Bildungsausgaben betrugen 5,8 % des BIP des Zeitraums 2002–2005. Ein Teil der University of the West Indies befindet sich in St. Lucia.
Das Erziehungsministerium publiziert den Kwéyòl Dictionary, der vom Lehrer Jones Mondesir entwickelt wurde und seit 2001, in einer kindgerechten Version, für die Erhaltung und orthografische Vereinheitlichung des Kreolischen eingesetzt wird.

### Gesundheit
Die Gesundheitsausgaben des Landes betrugen im Jahr 2020 7,0 % des Bruttoinlandsprodukts. Im Jahr 2017 praktizierten in St. Lucia 6,5 Ärztinnen und Ärzte je 10.000 Einwohner. Die Sterblichkeit bei unter 5-Jährigen betrug 2021 24,8 pro 1000 Lebendgeburten. In St. Lucia sind zwei öffentliche Krankenhäuser und ein privates vorhanden.

## Geschichte
Die Ureinwohner von St. Lucia nannten ihre Insel Iouanalao, was nach dem amerindianischen Wörterbuch des dominikanischen Missionars Raymond Breton (um 1650) so viel bedeutet wie There where the Iguana is found (= „dort, wo der Leguan lebt“).

### Kolonialzeit
St. Lucia wurde von Christoph Kolumbus bei seiner dritten Reise etwa im Jahr 1500 entdeckt. Nachdem erste Ansiedlungsversuche Anfang des 17. Jahrhunderts gescheitert waren, besiedelten schließlich zuerst die Franzosen gegen 1650 die Insel. Die Währung war damals der Saint Lucia Livre. 1663 wurde die Insel an Barbados verkauft. Von 1664 bis 1803 kämpften das Vereinigte Königreich und Frankreich (oder stritten mit den Mitteln der Diplomatie) immer wieder um Besitz der Insel. In dieser Zeit wechselte sie 14 Mal den Besitzer; je siebenmal war sie in britischer und in französischer Hand. Schließlich überließen die Franzosen den Briten im Ersten Pariser Frieden vom 30. Mai 1814 St. Lucia.
Wie in vielen anderen Kolonien auch, brachten die Briten Menschen aus Afrika auf die Insel, die auf den Zuckerrohrplantagen Sklavenarbeit verrichteten. Auch nach der britischen Sklavenbefreiung von 1834 arbeiteten viele ehemalige Sklaven weiterhin auf den Plantagen als Saisonarbeiter.
Während die Kronkolonie ab 1938 im autokratisch geführten Verwaltungsverbund der Inseln über dem Winde stand, entwickelte sich bereits ab 1922 ein durch allgemeine und gleiche Wahlen hervorgehendes Parlament. Seit den Wahlen zur National Assembly von 1951 galten die Grundsätze des allgemeinen, gleichen, geheimen und direkten Wahlrechts, also auch das Frauenwahlrecht. Das Recht wurde am 13. Oktober 1951 erstmals ausgeübt. Von 1958 bis 1962 gehörte St. Lucia der Westindischen Föderation an, bis es 1966 den Status eines mit Großbritannien assoziierten, autonomen Staates erhielt.

### Unabhängigkeit
Im Jahr 1979 wurde St. Lucia eine parlamentarische Monarchie und Mitglied im Commonwealth of Nations, wodurch es die Unabhängigkeit erlangte. Das aktive und passive Frauenwahlrecht wurde bestätigt.
Nach der Regierungszeit der sozialistischen Saint Lucia Labour Party von 1979 bis 1982, regierte seit 1982 die konservativ-liberale Partei United Workers Party mit dem Premierminister John Compton, der das Amt über lange Zeit innehatte. Er setzte sich für eine Anlehnung des Landes an den Westen ein.

## Politik
Die Staatsform in St. Lucia ist eine parlamentarische Monarchie im Commonwealth. Das Staatsoberhaupt König Charles III. wird durch den Generalgouverneur Cyril Errol Charles vertreten. Regierungschef ist seit dem 28. Juli 2021 Premierminister Philip Pierre.
Das Parlament besteht aus dem House of Assembly als Unterhaus und dem Senat als Oberhaus.
| Name des Index                     | Indexwert  | Weltweiter Rang | Interpretationshilfe                          | Jahr |
| ---------------------------------- | ---------- | --------------- | --------------------------------------------- | ---- |
| Freedom in the World Index         | 92 von 100 | —               | Freiheitsstatus: frei 0 = unfrei / 100 = frei | 2023 |
| Korruptionswahrnehmungsindex (CPI) | 55 von 100 | 45 von 180      | 0 = sehr korrupt / 100 = sehr sauber          | 2022 |

Am 6. Juni 2016 fanden Neuwahlen zum House of Assembly statt. Daraus ging die oppositionelle United Workers Party (UWP) mit 11 Sitzen gegenüber 4 der bisherigen Regierungspartei Saint Lucia Labour Party (SLP) siegreich hervor. Neuer Ministerpräsident wurde Allen Chastanet. Die Wahlen am 26. Juli 2021 gewann die SLP, Ministerpräsident wurde Philip Pierre.

### Justiz
Im Rechtssystem St. Lucias gibt es die Todesstrafe. Zwischen 1987 und 2001 wurde nach offiziellen Angaben die Todesstrafe insgesamt 18-mal verhängt. Die Zahl der gemeldeten Straftaten lag 2003 bei 13.273, die Aufklärungsquote betrug 29,9 %, die für Mord 50 %.

### Militär
St. Lucia hat kein Militär, es gibt aber die Saint Lucia Police Force, welche auch eine Special Service Unit und die Küstenwache umfasst.

### Außenpolitik
St. Lucia ist Mitglied in der Karibischen Gemeinschaft, der Organisation Ostkaribischer Staaten, der Vereinten Nationen sowie der Organisation Amerikanischer Staaten. Eine Zeit lang waren die Beziehungen zur Volksrepublik China angespannt, da St. Lucia die Republik China (Taiwan) anerkennt. Mit der Machtübernahme Kenny Anthonys im Jahr 2011 wurde dies rückgängig gemacht. Seit 2015 unterhält St. Lucia wieder eine Botschaft in Taiwan. Die Volksrepublik China brach daraufhin kurze Zeit später ihre diplomatischen Beziehungen zu St. Lucia ab. Außerdem versucht die Regierung von St. Lucia eine Annäherung zur Bolivarischen Allianz für Amerika.

### Meeresschutz
Nachdem in den Jahren nach 1990 immer weniger Fisch gefangen wurde, einigten sich Fischer, Tourismusindustrie und Umweltschützer darauf, Meeresschutzgebiete um St. Lucia einzurichten. Etwa ein Drittel des Korallenriffs um St. Lucia steht seit dem unter absolutem Schutz. In diesem Gebiet darf nicht gefischt werden. Weder Taucher noch Badetouristen dürfen sich hier aufhalten. In einigen anderen Gebieten gilt ein gelockerter Schutz. Diese Gebiete sind für Taucher und Badegäste offen.
Seit der Einrichtung dieser Schutzgebiete hat sich die Anzahl der Fische um St. Lucia vervielfacht.

## Verwaltungsgliederung

Verwaltungsdistrikte von St. Lucia

St. Lucia gliedert sich verwaltungsmäßig in zehn Quarters (Distrikte):
1. Anse la Raye
2. Canaries
3. Castries
4. Choiseul
5. Dennery
6. Gros Islet
7. Laborie
8. Micoud
9. Soufrière
10. Vieux Fort

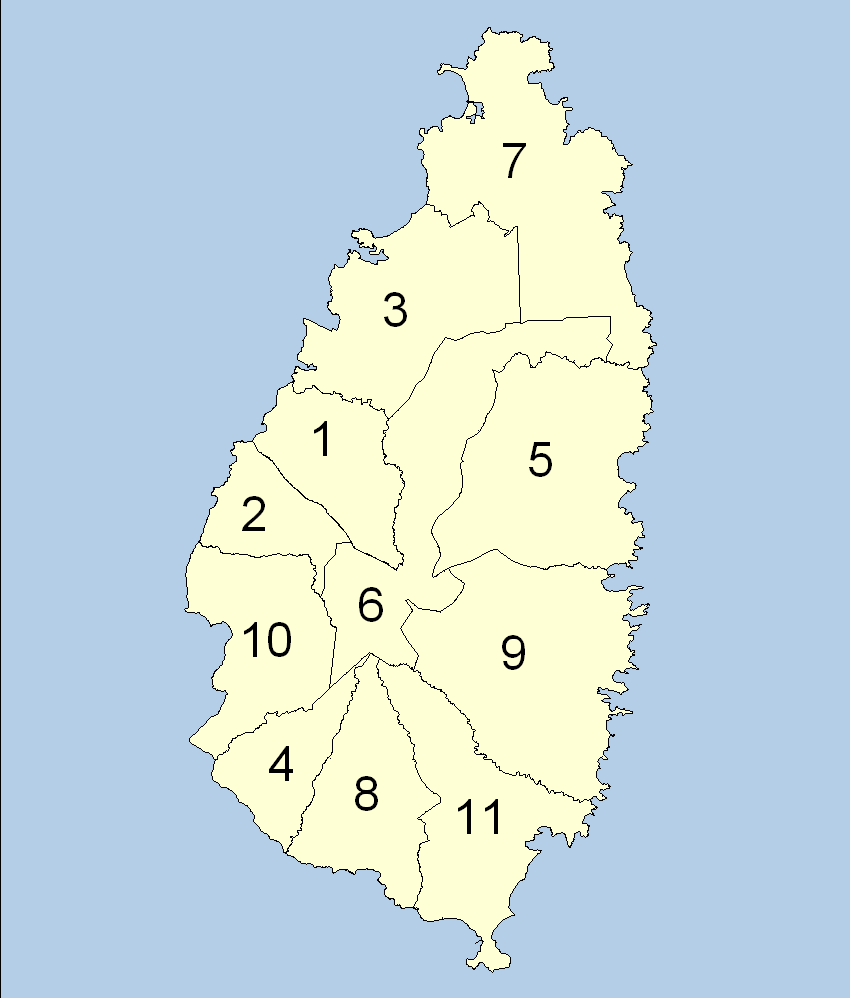
Distrikte des statistischen Amtes von St. Lucia bei der Volkszählung 2010

Das statistische Amt von St. Lucia gliederte das Land beim letzten Zensus 2010 in elf Distrikte, die mit den Verwaltungseinheiten nicht deckungsgleich waren. Die Einwohnerzahlen in der folgenden Tabelle beziehen sich auf diese Volkszählung.
| Nr. in der Karte | Distrikt     | Fläche in km² | Einwohnerzahl | Einwohner je km² |
| ---------------- | ------------ | ------------- | ------------- | ---------------- |
| 1                | Anse la Raye | 31            | 6.247         | 201,5            |
| 2                | Canaries     | 16            | 2.044         | 127,8            |
| 3                | Castries     | 79,5          | 65.656        | 825,9            |
| 4                | Choiseul     | 31,3          | 6.098         | 194,8            |
| 5                | Dennery      | 69,7          | 12.599        | 180,8            |
| 6                | Forest Area  | 78            | 0             | 0                |
| 7                | Gros Islet   | 101,5         | 25.210        | 248,4            |
| 8                | Laborie      | 37,8          | 6.701         | 177,3            |
| 9                | Micoud       | 77,7          | 16.284        | 209,6            |
| 10               | Soufrière    | 50,5          | 8.472         | 167,8            |
| 11               | Vieux Fort   | 43,8          | 16.284        | 371,8            |
|                  | St. Lucia    | 617           | 165.595       | 268              |

## Wirtschaft und Infrastruktur

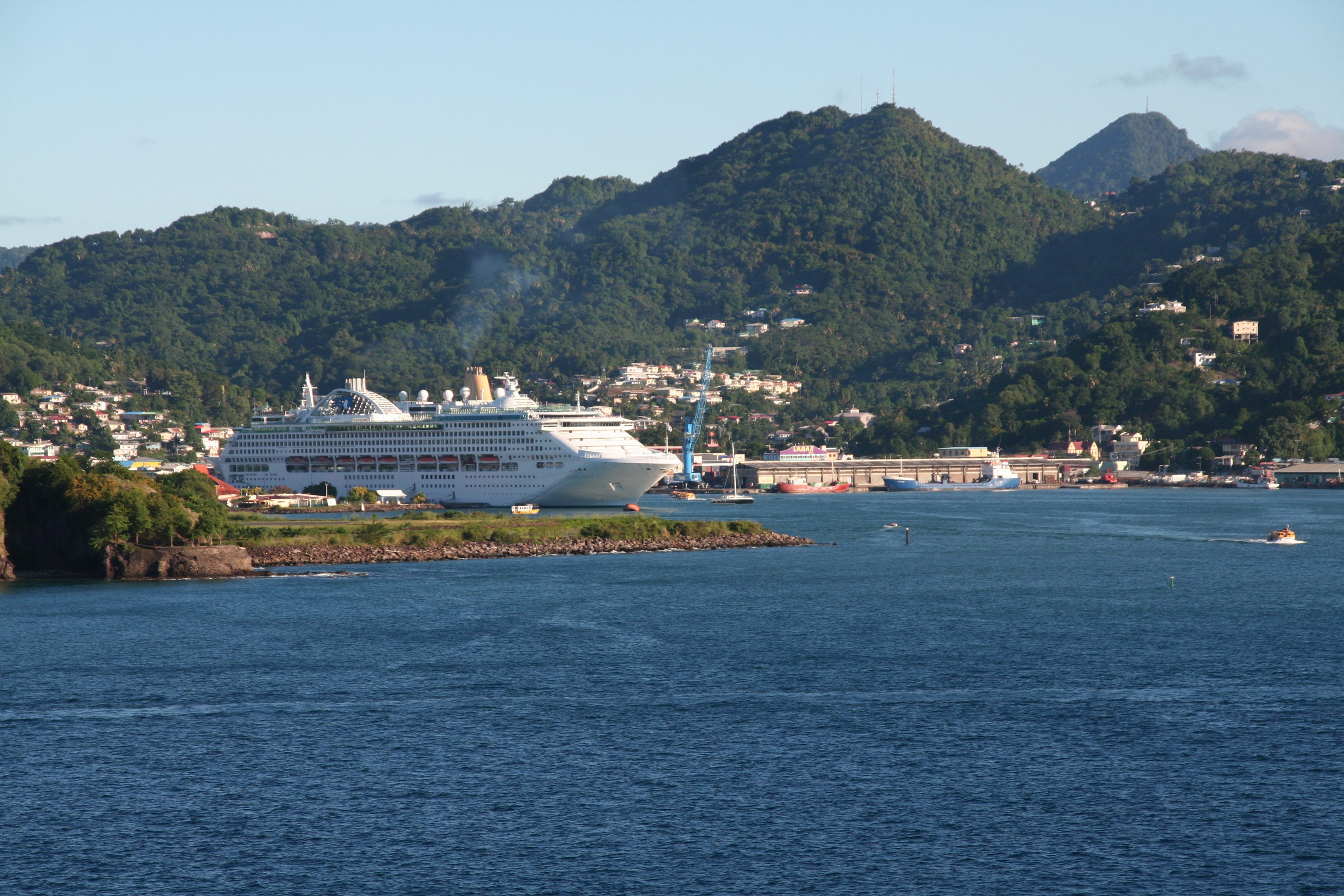
Kreuzfahrtschiff im Hafen von Castries

Den größten Anteil an der Wirtschaft haben der Tourismus und der Export landwirtschaftlicher Produkte. Die Ruine der Zuckermühle im Roseau Valley ist heute ein Touristenziel. Dies zeigt, dass die Zeit, als „König Zucker“ die Wirtschaft der Insel bestimmte, längst vorbei ist.
In den 1950er- und 1960er-Jahren löste die Banane das Zuckerrohr als meistangebautes Agrarprodukt ab.
Hauptexportgüter sind heute Bananen sowie Mehl und Reis. Importiert werden bearbeitete Waren, Maschinen und Nahrungsmittel. Im Dienstleistungssektor ist der größte Teil der Bevölkerung (53,6 %) beschäftigt, gefolgt vom Industriesektor (24,7 %) und Agrarsektor (21,7 %). Die Arbeitslosenquote betrug 2003 schätzungsweise 20 %. St. Lucia führte 2012 als letztes Land der östlichen Karibik eine Mehrwertsteuer in Höhe von 15 % ein.
Weitere wirtschaftliche Daten:
- Bruttoinlandsprodukt 2023 : 2,4 Milliarden USD[3]
- Bruttoinlandsprodukt 2023 pro Einwohner: 13.358 USD[3]
- Inflationsrate 2023: 2,2 %[3]
- Netto-Exporte 2002: −108,83 Mio. EC$
- Bananenexport 2006: 48.160 t (82,25 Mio. EC$)

### Tourismus

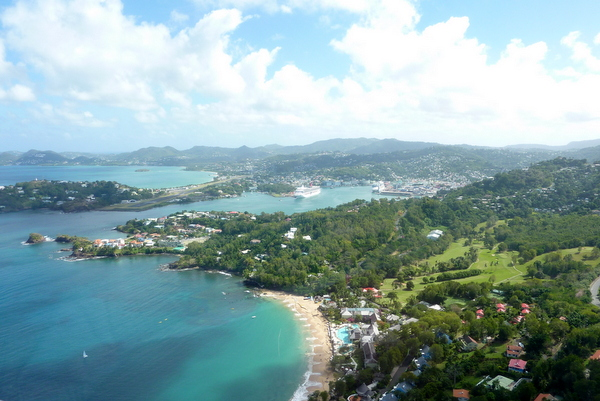
Luftansicht von Castries

Der Tourismussektor ist der wichtigste Wirtschaftszweig der Insel. Er macht etwa die Hälfte der Wirtschaftsleistung aus und ist der größte Arbeitgeber. 2014 verzeichnete die Insel 338.158 Übernachtungs- und 641.452 Kreuzfahrtgäste. Aus Deutschland besuchten in dem Jahr 3.622 Touristen die Insel.

### Export
Trotz der hügeligen Bodenbeschaffenheit, die für einen Anbau von Agrarprodukten hinderlich erscheint, stieg St. Lucia zum größten Bananenexporteur der nördlichen Antillen auf. Durch das im Lomé-Abkommen beschlossene „Bananen-Protokoll“ erhielt die Insel einen Wettbewerbsvorteil gegenüber der Konkurrenz aus Afrika. Bei einer Aufhebung des Abkommens wäre die Exportwirtschaft der Insel stark betroffen, da der Bananenexport über die Hälfte der Wirtschaftsleistung des Gesamtexports ausmacht. In letzter Zeit wurde der Anbau von Bananen durch vermehrte Hurricanes stark getroffen. Wurden im Jahr 2010 274.543 Tonnen Bananen exportiert, waren es 2011 nur 11.343 Tonnen. Die Wirtschaft St. Lucias ist äußerst empfindlich gegenüber Naturkatastrophen.

### Gewerkschaften
In St. Lucia gibt es neun Einzelgewerkschaften mit zunehmender Stärke und Bedeutung.

### Staatshaushalt
Der Staatshaushalt umfasste im Jahr 2009 Ausgaben von umgerechnet 146,7 Mio. US-Dollar, dem standen Einnahmen von umgerechnet 141,2 Mio. US-Dollar gegenüber. Daraus ergibt sich ein Haushaltsdefizit in Höhe von 0,5 % des BIP.

Die Staatsverschuldung betrug 2003 470 Mio. US-Dollar oder 62,8 % des BIP.
2020 betrug der Anteil der Staatsausgaben (in % des BIP) folgender Bereiche:
- Gesundheit: 6,7 %
- Bildung: 3,6 %
- Militär: 0,0 % (St. Lucia hat kein Militär, siehe oben)

### Infrastruktur
Die Insel verfügt über zwei Flughäfen. Der größere ist der Hewanorra International Airport (IATA-Flughafencode: UVF), welcher an der südöstlichen Spitze der Insel bei Vieux Fort liegt. Der kleinere Flughafen George F. L. Charles Airport (früher: Vigie Airport; IATA-Code: SLU) liegt nördlich von Castries im Norden der Insel und dient innerkaribischen Flügen. Die Hauptstraße führt vom Norden der Insel bis in den Süden.
Das gesamte Straßennetz umfasste 2011 etwa 1210 km, wovon 847 km asphaltiert sind.

## Kultur
| Gesetzliche Feiertage    | Gesetzliche Feiertage | Gesetzliche Feiertage                               | Gesetzliche Feiertage |
| Datum                    | Name                  | Deutscher Name                                      | Anmerkungen           |
| ------------------------ | --------------------- | --------------------------------------------------- | --------------------- |
| 1. Januar                | New Year’s Day        | Neujahr                                             |                       |
| 2. Januar                | New Year’s holiday    | Tag nach Neujahr                                    |                       |
| 22. Februar              | Independence Day      | Unabhängigkeitstag                                  |                       |
| Verschieden              | Good Friday           | Karfreitag                                          |                       |
| Verschieden              |                       | Ostersonntag                                        |                       |
| Verschieden              | Easter Monday         | Ostermontag                                         |                       |
| 1. Mai                   | Labour Day            | Tag der Arbeit                                      |                       |
| Verschieden              | Whit Monday           | Pfingstmontag                                       |                       |
| Verschieden              | Corpus Christi        | Fronleichnam                                        |                       |
| 1. August                | Emancipation Day      | Befreiungstag                                       |                       |
| Erster Montag im Oktober | Thanksgiving Day      | Erntedankfest                                       |                       |
| 13. Dezember             | National Day          | Fest des Lichtes und der Erneuerung (St.-Lucia-Tag) |                       |
| 25. Dezember             | Christmas Day         | Erster Weihnachtstag                                |                       |
| 26. Dezember             | Boxing Day            | Zweiter Weihnachtstag                               |                       |

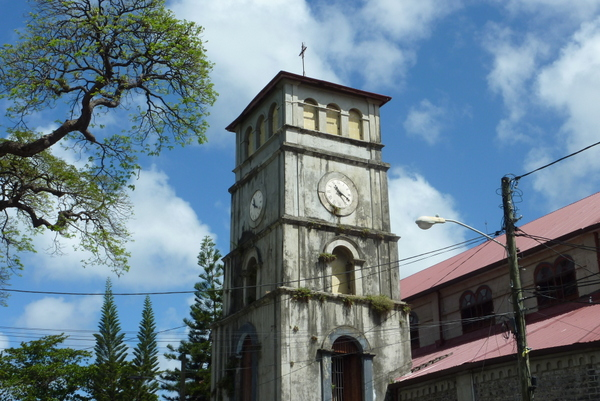
Kathedrale von Castries

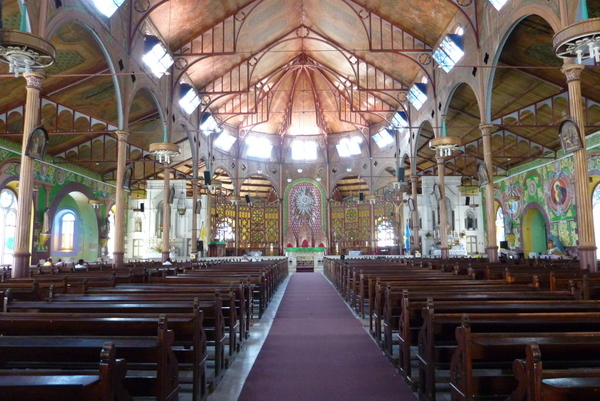
Kathedrale von Castries, Innenansicht

Feiertage, die auf einen Sonntag fallen, werden an dem darauffolgenden Montag gefeiert.

### Medien
Im Jahr 2020 nutzten 53 Prozent der Einwohner St. Lucias das Internet.

#### Radio
- Radio St. Lucia (regierungseigener kommerzieller Sender)
- The Wave (privater Sender)
- Helen Television Service (HTS) (lokale, kommerzielle Fernsehstation)

#### Presse
- The Voice (Auflage: ca. 5000)
- The Star (Auflage: ca. 2500)

### Sehenswürdigkeiten
Die Hauptstadt Castries: Die Stadt liegt inmitten einer Bucht, die vom Berg Morne Fortune und dem Vorgebirge der Vigie-Halbinsel eingerahmt wird. Mehrmals in ihrer Vergangenheit wüteten in der Stadt Feuer und die Häuser wurden dem Erdboden gleichgemacht. Das ist der Grund, warum heute nur sehr wenige historische Gebäude stehen.
Derek Walcott Square: 1992 wurde der im Zentrum gelegene Platz zu Ehren des lucianischen Literaturnobelpreisträgers Derek Walcott in Derek Walcott Square umgetauft. An der Ostseite des Platzes steht die im 19. Jahrhundert erbaute Kathedrale der Unbefleckten Empfängnis. Sie weist Holzsäulen und bunte karibische Deckengemälde auf.
Deux Pitons: Die Gipfel der Deux Pitons sind zwei alte Vulkankerne (Gros Piton 770 m; Petit Piton 743 m). Sie bestehen aus erkalteter Lava und gelten als meistfotografiertes Wahrzeichen der Insel. Mithilfe geführter Wanderungen kann man die Gipfel besteigen.

### Sport
Cricket gehört zu den beliebtesten Sportarten auf St. Lucia. St. Lucia ist eines der Länder, das mit anderen Karibikstaaten das West Indies Cricket Team bildet, eine der „Nationalmannschaften“ im internationalen Cricket mit Teststatus, der angesehensten Form dieses Sports. Das West Indies Cricket Team nahm an beinahe jedem Cricket World Cup teil, gewann die ersten beiden Austragungen 1975 und 1979 und verpasste lediglich das Turnier 2023. Zusammen mit Antigua und Barbuda, Barbados, Grenada, Guyana, Jamaika, St. Kitts und Nevis und Trinidad und Tobago war man Gastgeber des Cricket World Cup 2007. Außerdem gewannen sie den Men’s T20 World Cup zweimal (2012 und 2016) sowie je einmal die Champions Trophy (2004) und die U19-Cricket-Weltmeisterschaft (2016). Auch wurden hier sechs Spiele des ICC Men’s T20 World Cup 2024 ausgetragen.
Special Olympics St. Lucia wurde in den späten 1970er Jahren gegründet und nahm mehrmals an Special Olympics Weltspielen teil.
Mit ihrem Sieg über den 100-Meter-Sprint und Zweitplatzierte über 200 Meter bei den Olympischen Sommerspielen 2024 in Paris gewann Julien Alfred die ersten und bisher einzigen olympischen Medaillen für das Land.